# Vanessa Grazziotin
Vanessa Grazziotin (Videira, 29 de junho de 1961) é uma farmacêutica e política brasileira, filiada ao Partido Comunista do Brasil (PCdoB). É diretora-executiva da Organização do Tratado de Cooperação Amazônica.
Antes de ser eleita senadora, foi vereadora de Manaus e deputada federal pelo seu estado.
Em 2014, foi líder do partido no Senado. Enquanto senadora foi membro de CPIS, como a CPI da Petrobras e CPI do CARF. Em 2016 posicionou-se contrária ao impeachment de Dilma Rousseff.
Em 2018, tentou a reeleição ao Senado, mas não obteve os votos necessários. Com pouco mais de 11% dos votos válidos, Vanessa ficou na quinta colocação.

## Biografia
É formada em Farmácia pela Universidade Federal do Amazonas. É casada com Eron Bezerra, ex-deputado estadual do Amazonas e que atualmente ocupa a pasta da Secretaria de Estado de Produção Rural do estado.
Foi vereadora em Manaus entre 1989 e 1998. Foi eleita deputada federal em 1998, reelegendo-se nas votações seguintes, em 2002 e 2006. Integrou a CPI dos Medicamentos e participou do projeto que implantou o Sistema Nacional de Controle de Medicamentos.
Participou da Eleição de Manaus em 2004, onde concorreu à prefeitura, obtendo a terceira colocação entre os candidatos. Em fevereiro de 2010 foi escolhida líder da bancada de seu partido, o PCdoB, na Câmara dos Deputados. Nas eleições gerais deste mesmo ano, elegeu-se senadora pelo Amazonas, cargo que ocupou até 31 de janeiro de 2019..
Vanessa Grazziotin foi a segunda senadora eleita pelo PCdoB (Inácio Arruda tendo sido eleito em 2006) e a primeira farmacêutica a ocupar uma vaga no Senado Federal do Brasil.

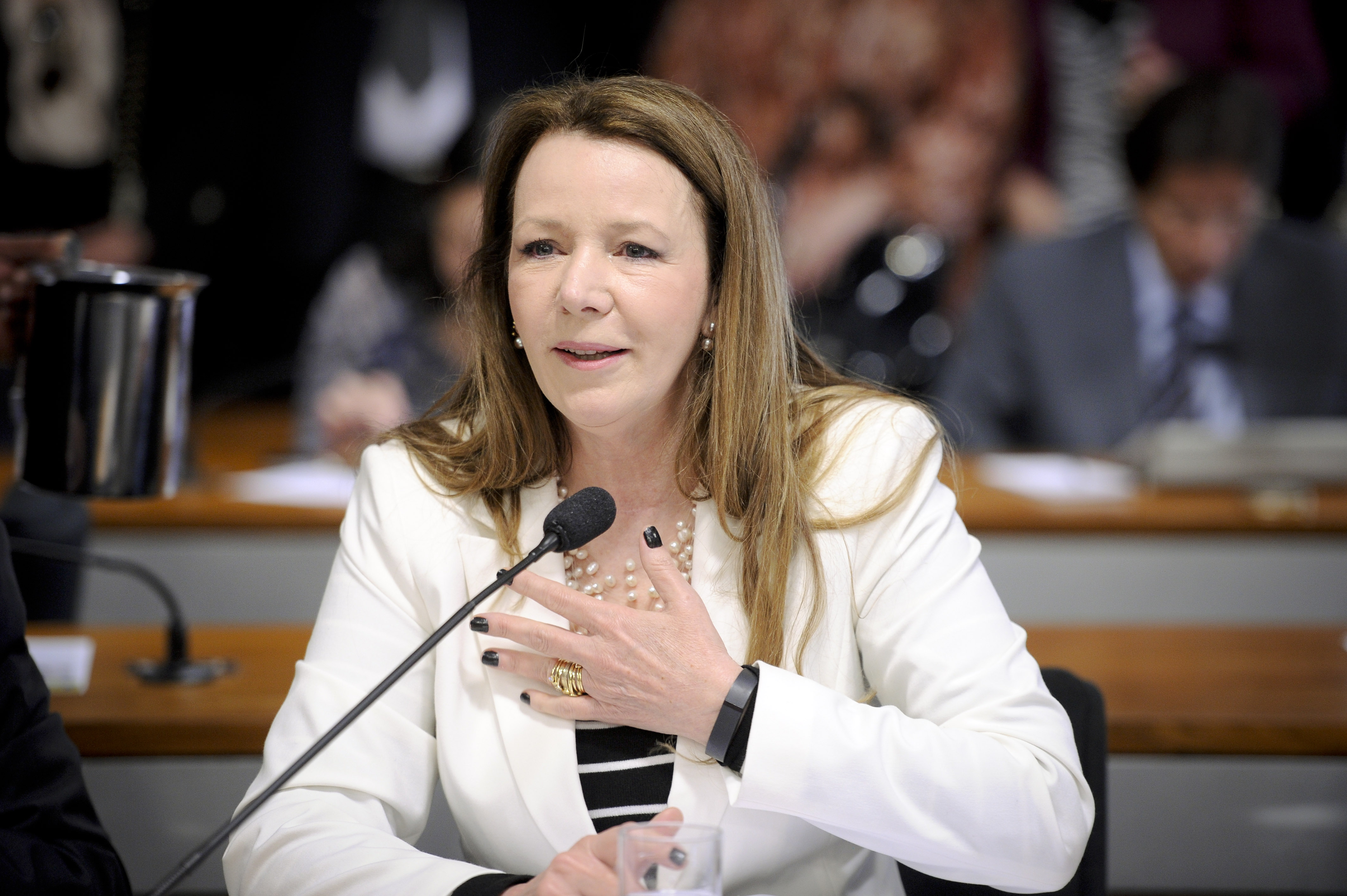
Vanessa Grazziotin na Comissão de Assuntos Sociais do Senado Federal.

Em 2012, voltou a concorrer na eleição para prefeito de Manaus, sendo derrotada por Arthur Virgílio. Em 2013, foi eleita procuradora da Mulher do Senado, presidente da Comissão Mista Sobre Mudanças Climáticas e presidente da CPI da Espionagem, instalada para averiguar as denúncias de Edward Snowden sobre a NSA.
Em 2014, foi membro das CPI's da Petrobras e em 2015 foi relatora da CPI do CARF, que investigou desvios do âmbito daquele órgão e recomendou o indiciamento de 28 pessoas entre servidores, empresários e banqueiros.[carece de fontes?]
Em 2016, como senadora, durante o processo de impeachment de Dilma Rousseff, foi membro da Comissão Especial que julgou e deliberou o caso e votou contra o afastamento da então presidente. Devido a seus posicionamentos contrários ao processo de impeachment de Dilma Rousseff, sofreu agressão física de um advogado em Curitiba, quando desembarcava de um voo, poucas horas após a votação final do processo. As agressões foram repudiadas pelo plenário do Senado Federal.
Foi líder do Partido Comunista do Brasil (PCdoB) no Senado em 2014. Candidatou-se à reeleição ao cargo de senadora nas Eleições estaduais no Amazonas em 2018, mas não foi reeleita, ficando em quinto lugar, com 11,36% dos votos.
Em 2024, foi indicada para o cargo de diretora-executiva da Organização do Tratado de Cooperação Amazônica (OTCA).